# Florian Hempel
Florian Hempel (Dessau-Roßlau, 10 april 1990) is een Duitse darter. Hij is actief op toernooien van de PDC.

## Carrière
Hempel, die eerder actief was als handbalkeeper in de tweede Bundesliga, begon in 2017 met darten. Al in 2019 kwalificeerde hij zich voor de European Darts Matchplay en de Dutch Darts Masters. Bij laatstgenoemde wist hij in de eerste ronde Engelsman Ryan Harrington met 6-0 in legs te verslaan, maar in  de tweede ronde verloor hij met 3-6 van de Australiër Simon Whitlock.
In februari 2021 wist de Duitser een tourkaart te bemachtigen voor de PDC Pro Tour op de derde dag van de PDC Qualifying School in Niedernhausen. Daardoor was hij ook gekwalificeerd voor de UK Open, maar hij trok zich terug vanwege familieomstandigheden. Zijn eerste deelname aan een hoofdtoernooi van de PDC zou vervolgens tijdens het European Darts Championship zijn. Op het toernooi wist hij titelverdediger Peter Wright in de eerste ronde te verslaan.
Hempel maakte zijn debuut op het PDC World Darts Championship tijdens de editie van 2022. In de eerste ronde wist hij landgenoot Martin Schindler te verslaan met 3-0 in sets. De als nummer vijf geplaatste Dimitri Van den Bergh wachtte vervolgens op hem in de tweede ronde. Hempel wist de Belg met 3-1 te verslaan. In de derde ronde was de Australiër Raymond Smith met 1-4 te sterk.
Door de groepsfase te overleven en daarna respectievelijk Dragutin Horvat, Daniel Klose en Niko Springer te verslaan tijdens de zogeheten Europe Super League, kwalificeerde de Duitser zich ook voor het World Darts Championship van 2023. In de eerste ronde van het WK wist hij vervolgens in een allesbeslissende leg en met een uitslag van 3-2 in sets te winnen van Keegan Brown. In ronde twee stond hij aanvankelijk 1-0 en 2-1 voor op Luke Humphries, maar uiteindelijk zorgde de Engelsman toch voor zijn uitschakeling.
Op het WK van 2024 passeerde Hempel Dylan Slevin en opnieuw Dimitri Van den Bergh, waarna Stephen Bunting te sterk was. 
Hempel versloeg Jonny Clayton in de eerste ronde van de Players Championship Finals 2024, waarna Dirk van Duijvenbode hem in ronde twee uitschakelde.
Op het PDC World Darts Championship 2025, ging Hempel langs Jeffrey de Zwaan, waarna Daryl Gurney zorgde voor zijn uitschakeling. In januari 2025 speelde de Duitser op de World Masters, waarop hij in de voorronde Mensur Suljović, Ryan Joyce en Gabriel Clemens passeerde. Gerwyn Price schakelde hem daarna uit.

## Resultaten op Wereldkampioenschappen

### PDC
- 2022: Laatste 32 (verloren van Raymond Smith met 1-4)
- 2023: Laatste 64 (verloren van Luke Humphries met 2-3)
- 2024: Laatste 32 (verloren van Stephen Bunting met 0-4)
- 2025: Laatste 64 (verloren van Daryl Gurney met 2-3)